# Mydasta
Mydasta is een kevergeslacht uit de familie van de boktorren (Cerambycidae). De wetenschappelijke naam van het geslacht werd voor het eerst geldig gepubliceerd in 1866 door Pascoe.

## Soorten
Mydasta omvat de volgende soorten:
- Mydasta discoidea Pascoe, 1866
- Mydasta principata Holzschuh, 2006